# Julyan Stone
Julyan Ray Stone (Alexandria, 7 dicembre 1988) è un cestista statunitense.

## Statistiche

### NCAA
| Anno      | Squadra     | PG  | PT  | MP   | TC%  | 3P%  | TL%  | RP  | AP  | PRP | SP  | PP  |
| --------- | ----------- | --- | --- | ---- | ---- | ---- | ---- | --- | --- | --- | --- | --- |
| 2007-2008 | UTEP Miners | 33  | 25  | 21,8 | 34,1 | 23,5 | 56,6 | 4,1 | 3,5 | 1,6 | 0,2 | 2,8 |
| 2008-2009 | UTEP Miners | 37  | 34  | 33,7 | 35,8 | 26,2 | 69,1 | 5,1 | 6,4 | 1,4 | 0,5 | 5,6 |
| 2009-2010 | UTEP Miners | 33  | 33  | 30,8 | 43,0 | 30,0 | 64,1 | 5,1 | 5,5 | 1,6 | 0,5 | 6,1 |
| 2010-2011 | UTEP Miners | 35  | 35  | 36,5 | 51,0 | 25,5 | 56,1 | 7,5 | 5,3 | 1,5 | 0,6 | 8,5 |
| Carriera  | Carriera    | 138 | 127 | 30,9 | 42,5 | 26,5 | 61,7 | 5,5 | 5,2 | 1,5 | 0,4 | 5,8 |

#### Massimi in carriera
- Massimo di punti: 23 vs Rice (5 febbraio 2011)[1]
- Massimo di rimbalzi: 15 vs Tulane (12 gennaio 2011)
- Massimo di assist: 12 vs New Mexico State (20 dicembre 2008)
- Massimo di palle rubate: 4 (9 volte)
- Massimo di stoppate: 3 vs New Mexico State (23 novembre 2010)
- Massimo di minuti giocati: 55 vs Alabama-Birmingham (8 gennaio 2011)

### NBA

#### Regular season
| Anno      | Squadra           | PG | PT | MP  | TC%  | 3P%  | TL%  | RP  | AP  | PRP | SP  | PP  |
| --------- | ----------------- | -- | -- | --- | ---- | ---- | ---- | --- | --- | --- | --- | --- |
| 2011-2012 | Denver Nuggets    | 22 | 2  | 8,1 | 41,9 | 18,2 | 72,7 | 1,1 | 1,7 | 0,4 | 0,3 | 1,6 |
| 2012-2013 | Denver Nuggets    | 4  | 0  | 7,0 | 100  | -    | 75,0 | 0,8 | 0,5 | 0,3 | 0,0 | 1,8 |
| 2013-2014 | Toronto Raptors   | 21 | 0  | 5,7 | 41,2 | 25,0 | 66,7 | 1,0 | 0,6 | 0,1 | 0,0 | 0,9 |
| 2017-2018 | Charlotte Hornets | 23 | 0  | 7,6 | 46,2 | 46,2 | 50,0 | 1,3 | 1,1 | 0,2 | 0,1 | 0,8 |
| Carriera  | Carriera          | 70 | 2  | 7,2 | 44,4 | 31,3 | 70,0 | 1,1 | 1,1 | 0,2 | 0,1 | 1,1 |

#### Play-off
| Anno     | Squadra        | PG | PT | MP  | TC%  | 3P% | TL% | RP  | AP  | PRP | SP  | PP  |
| -------- | -------------- | -- | -- | --- | ---- | --- | --- | --- | --- | --- | --- | --- |
| 2012     | Denver Nuggets | 2  | 0  | 2,5 | 50,0 | -   | -   | 0,5 | 1,0 | 0,0 | 0,0 | 1,0 |
| 2013     | Denver Nuggets | 2  | 0  | 6,5 | -    | -   | 100 | 0,0 | 0,5 | 0,0 | 0,0 | 1,0 |
| Carriera | Carriera       | 4  | 0  | 4,5 | 50,0 | -   | 100 | 0,3 | 0,8 | 0,0 | 0,0 | 1,0 |

#### Massimi in carriera
- Massimo di punti: 9 vs San Antonio Spurs (23 febbraio 2012)[2]
- Massimo di rimbalzi: 6 vs Los Angeles Lakers (19 gennaio 2014)
- Massimo di assist: 7 vs San Antonio Spurs (23 febbraio 2012)
- Massimo di palle rubate: 2 (3 volte)
- Massimo di stoppate: 2 vs Minnesota Timberwolves (20 febbraio 2012)
- Massimo di minuti giocati: 25 vs Orlando Magic (6 aprile 2018)

## Palmarès

### Club
- Campionato italiano: 2

Reyer Venezia: 2016-17, 2018-19
- Coppa Italia: 1

Reyer Venezia: 2020